# Micranthes unalaschensis
Micranthes unalaschensis là một loài thực vật có hoa trong họ Saxifragaceae. Loài này được (Sternb.) Gornall & H. Ohba mô tả khoa học đầu tiên năm 2007.